# Агора (Валенсия)
Агора (исп. El Ágora) — часть комплекса Города искусств и наук (валенс. Ciutat de les Arts i les Ciències), возведённого на рубеже XX—XXI веков в испанском городе Валенсия по проекту местного архитектора Сантьяго Калатравы. Агора представляет собой помещение с открытой планировкой, напоминающей заостренный эллипс. В высоту строение достигает 70 метров, оно занимает территорию в 5000 м² (около 88 метров в длину и 66 метров в ширину). В зависимости от конфигурации пространства Агоры её вместимость может достигать максимальную отметку в 6075 человек.
Вдоль «хребта» этой прозрачной большой арены тянется стеклянная крыша. Подвижная конструкция верха строения позволяет управлять естественным светом, проникающим сверху. Высокие белые стальные арки, вместе напоминающие грудную клетку, придают внутреннему пространству Агоры органический характер. В то же время с внешней стороны Агора имеет геометрический и абстрактный облик, сохраняющийся как днём, так и при ночном освещении.
Агора была официально открыта в ноябре 2009 года в рамках проведения Открытого чемпионата Валенсии по теннису  (категория ATP 500), хотя строительные работы тогда ещё не были полностью завершены. Арена продолжала принимать у себя этот теннисный турнир на протяжении следующих шести лет — до 2015 года, когда он был упразднён.

## Кайша-форум
В начале 2018 года каталонский архитектор Энрик Руис-Хели был объявлен победителем частного архитектурного конкурса на строительство валенсийского Кайша-форума внутри Агоры. Предполагалось, что на его 6500 м² будут размещены два выставочных зала, аудитория на 300 мест, два многофункциональных зала, бара-ресторан, книжный магазин, а также семейное и образовательное пространство на его втором этаже. Планировалось, что в Кайша-форуме будут проводиться художественные выставки, конференции, концерты и шоу, общественные мероприятия, образовательные и семейные семинары и мероприятия для пожилых людей. Инвестиции, необходимые для соответствующей реконструкции Агоры, были определены приблизительно в 18 миллионов евро. Кроме того, предполагалось, что на содержание нового центра ежегодно может выделяться около 5 млн евро. Ожидалось, что Кайша-форум откроется в начале 2021 года.

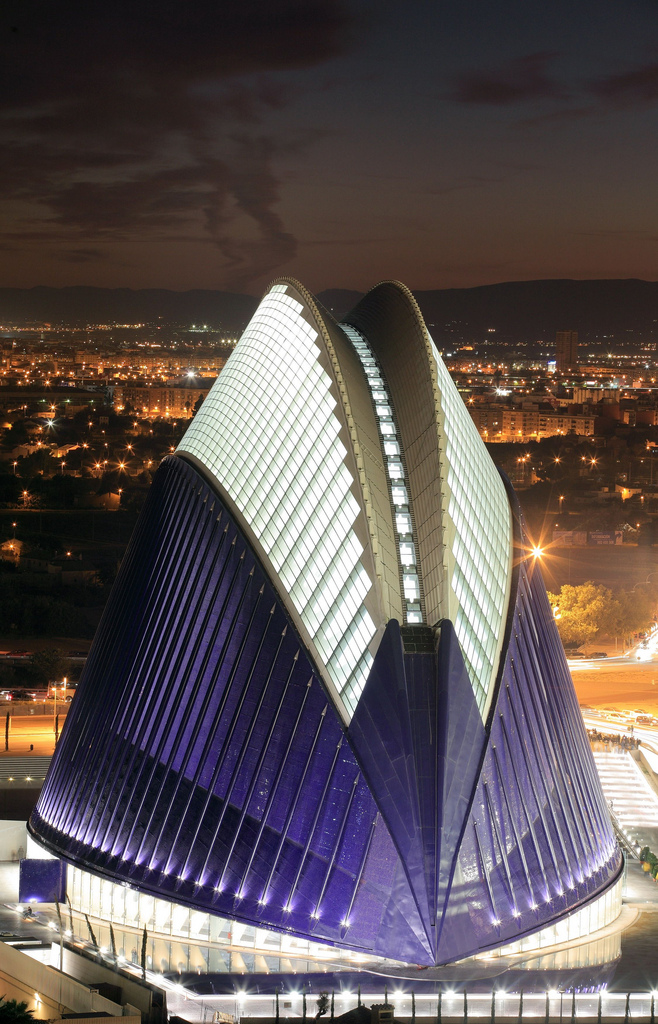
Агора в 2010 году
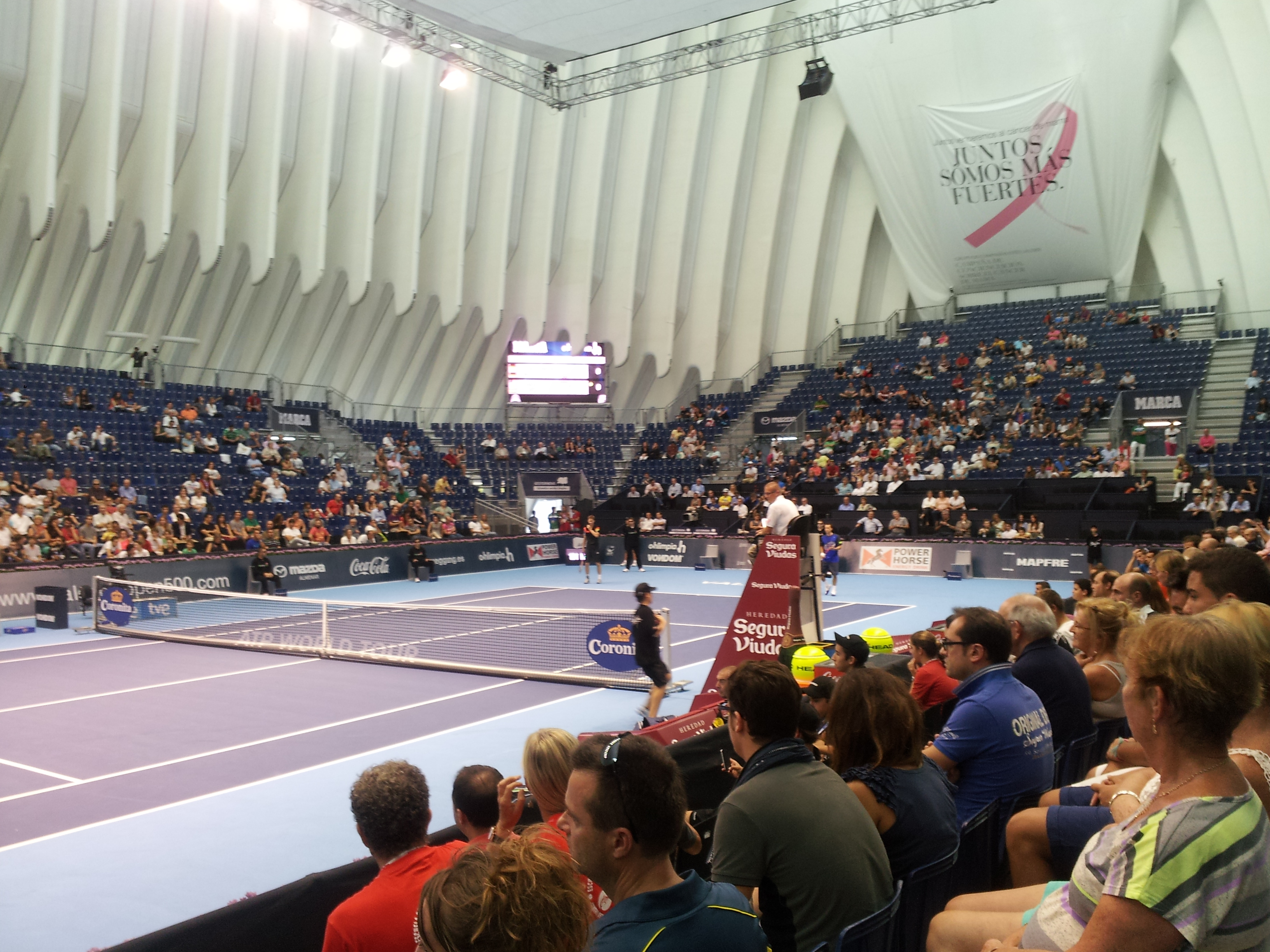
Агора с теннисным кортом в 2013 году
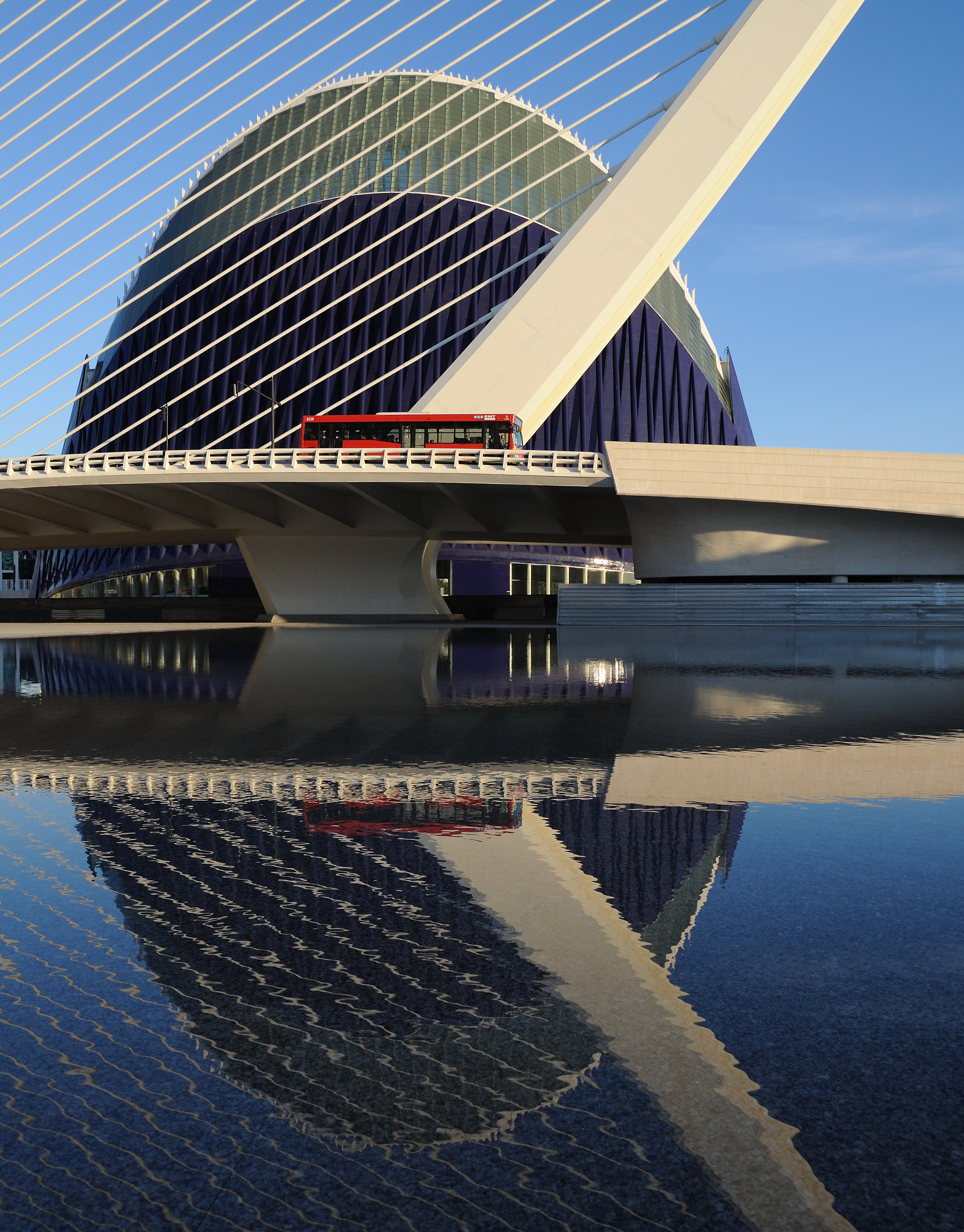
Мост Золотая плотина[англ.] и Агора — части комплекса Город искусств и наук
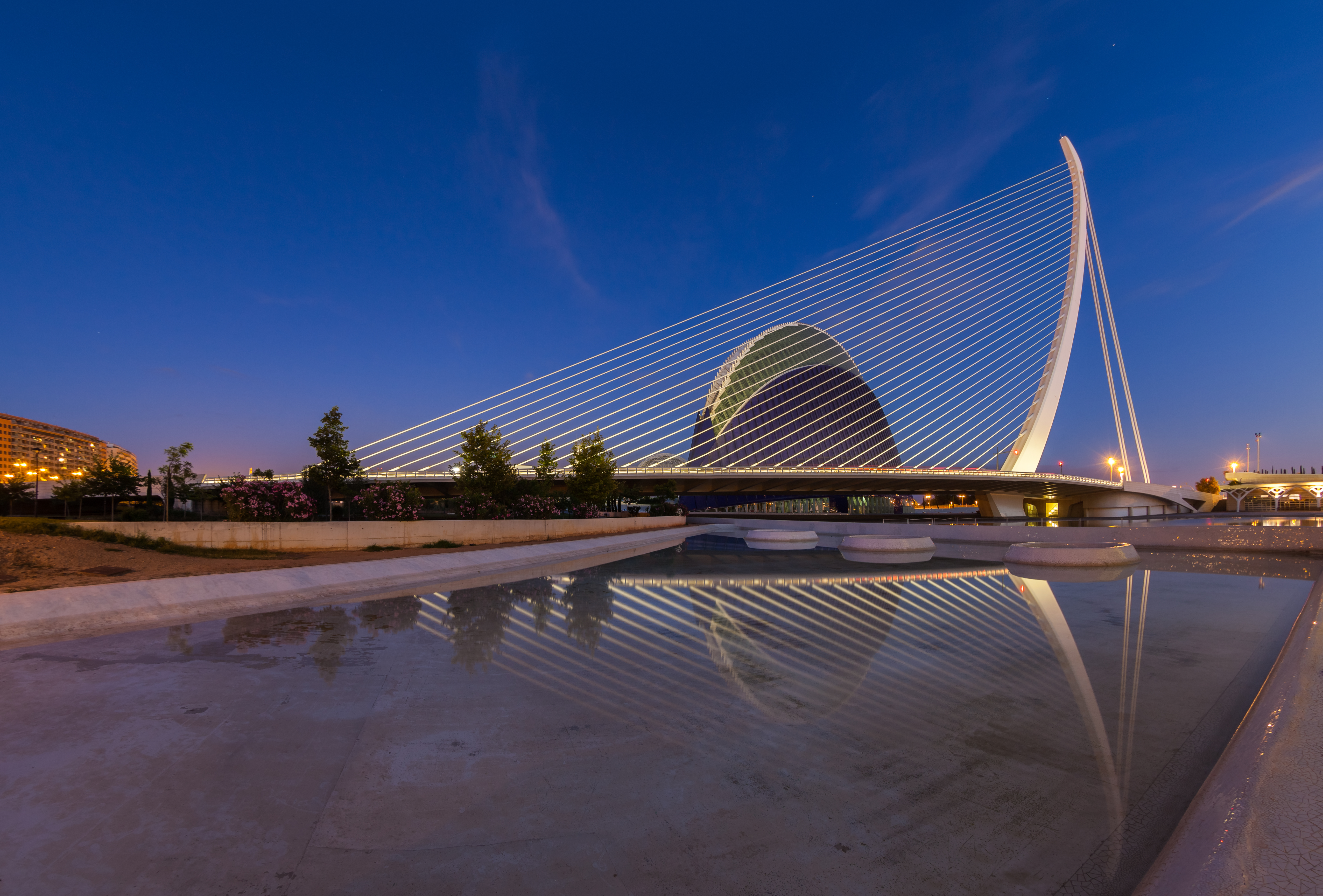
Агора позади моста Золотая плотина[англ.]